# 6e étape du Tour d'Espagne 2003
Pour un article plus général, voir Tour d'Espagne 2003.
La 6e étape du Tour d'Espagne 2003 a eu lieu le 11 septembre 2003 sur un circuit autour de la ville de Saragosse sur une distance de 43,8 km et sous la forme d'un contre-la-montre individuel, le premier de cette édition. Elle a été remportée par le leader du classement général l'Espagnol Isidro Nozal (ONCE-Eroski). Il devance l'Anglais David Millar (Cofidis-Le Crédit par Téléphone) et son coéquipier le Tchèque Jan Hruška. Logiquement, le vainqueur de l'étape conserve le maillot doré de leader du classement général.

## Classement de l'étape
| \| Classement de l'étape \| Classement de l'étape \| Classement de l'étape \| Classement de l'étape \| Classement de l'étape \| \| Coureur \| Coureur \| Pays \| Équipe \| Temps \| \| --------------------- \| ------------------------- \| --------------------- \| ------------------------------- \| --------------------- \| \| 1er \| Isidro Nozal \| Espagne \| ONCE-Eroski \| 53 min 34 s \| \| 2e \| David Millar \| Royaume-Uni \| Cofidis-Le Crédit par Téléphone \| + 1 min 20 s \| \| 3e \| Jan Hruška \| Tchéquie \| ONCE-Eroski \| + 1 min 26 s \| \| 4e \| Igor González de Galdeano \| Espagne \| ONCE-Eroski \| + 1 min 37 s \| \| 5e \| Aitor González \| Espagne \| Fassa Bortolo \| + 1 min 41 s \| \| 6e \| Manuel Beltrán \| Espagne \| US Postal Service-Berry Floor \| + 1 min 42 s \| \| 7e \| Claus Michael Møller \| Danemark \| Milaneza-MSS \| + 1 min 56 s \| \| 8e \| Bert Grabsch \| Allemagne \| Phonak Hearing Systems \| + 1 min 57 s \| \| 9e \| Dario Frigo \| Italie \| Fassa Bortolo \| + 2 min 21 s \| \| 10e \| Santos González \| Espagne \| Domina Vacanze-Elitron \| + 2 min 23 s \| |                           |             |                                 |              |
| |                           |             |                                 |              |
| |                           |             |                                 |              |
| Classement de l'étape |                           |             |                                 |              |
| Coureur | Coureur                   | Pays        | Équipe                          | Temps        |
| 1er | Isidro Nozal              | Espagne     | ONCE-Eroski                     | 53 min 34 s  |
| 2e | David Millar              | Royaume-Uni | Cofidis-Le Crédit par Téléphone | + 1 min 20 s |
| 3e | Jan Hruška                | Tchéquie    | ONCE-Eroski                     | + 1 min 26 s |
| 4e | Igor González de Galdeano | Espagne     | ONCE-Eroski                     | + 1 min 37 s |
| 5e | Aitor González            | Espagne     | Fassa Bortolo                   | + 1 min 41 s |
| 6e | Manuel Beltrán            | Espagne     | US Postal Service-Berry Floor   | + 1 min 42 s |
| 7e | Claus Michael Møller      | Danemark    | Milaneza-MSS                    | + 1 min 56 s |
| 8e | Bert Grabsch              | Allemagne   | Phonak Hearing Systems          | + 1 min 57 s |
| 9e | Dario Frigo               | Italie      | Fassa Bortolo                   | + 2 min 21 s |
| 10e | Santos González           | Espagne     | Domina Vacanze-Elitron          | + 2 min 23 s |

## Classement général
| \| Classement général \| Classement général \| Classement général \| Classement général \| Classement général \| \| Coureur \| Coureur \| Pays \| Équipe \| Temps \| \| ------------------ \| ------------------------- \| ------------------ \| ----------------------------- \| ------------------ \| \| 1er \| Isidro Nozal \| Espagne \| ONCE-Eroski \| 15 h 04 min 37 s \| \| 2e \| Igor González de Galdeano \| Espagne \| ONCE-Eroski \| + 2 min 27 s \| \| 3e \| Manuel Beltrán \| Espagne \| US Postal Service-Berry Floor \| + 2 min 42 s \| \| 4e \| Claus Michael Møller \| Danemark \| Milaneza-MSS \| + 4 min 16 s \| \| 5e \| Roberto Heras \| Espagne \| US Postal Service-Berry Floor \| + 4 min 35 s \| \| 6e \| Dario Frigo \| Italie \| Fassa Bortolo \| + 4 min 36 s \| \| 7e \| Marcos Serrano \| Espagne \| ONCE-Eroski \| + 4 min 49 s \| \| 8e \| Francisco Mancebo \| Espagne \| iBanesto.com \| + 5 min 02 s \| \| 9e \| Aitor González \| Espagne \| Fassa Bortolo \| + 5 min 15 s \| \| 10e \| Alejandro Valverde \| Espagne \| Kelme-Costa Blanca \| + 5 min 23 s \| |                           |          |                               |                  |
| |                           |          |                               |                  |
| |                           |          |                               |                  |
| Classement général |                           |          |                               |                  |
| Coureur | Coureur                   | Pays     | Équipe                        | Temps            |
| 1er | Isidro Nozal              | Espagne  | ONCE-Eroski                   | 15 h 04 min 37 s |
| 2e | Igor González de Galdeano | Espagne  | ONCE-Eroski                   | + 2 min 27 s     |
| 3e | Manuel Beltrán            | Espagne  | US Postal Service-Berry Floor | + 2 min 42 s     |
| 4e | Claus Michael Møller      | Danemark | Milaneza-MSS                  | + 4 min 16 s     |
| 5e | Roberto Heras             | Espagne  | US Postal Service-Berry Floor | + 4 min 35 s     |
| 6e | Dario Frigo               | Italie   | Fassa Bortolo                 | + 4 min 36 s     |
| 7e | Marcos Serrano            | Espagne  | ONCE-Eroski                   | + 4 min 49 s     |
| 8e | Francisco Mancebo         | Espagne  | iBanesto.com                  | + 5 min 02 s     |
| 9e | Aitor González            | Espagne  | Fassa Bortolo                 | + 5 min 15 s     |
| 10e | Alejandro Valverde        | Espagne  | Kelme-Costa Blanca            | + 5 min 23 s     |

## Classements annexes
| Classement par points | Classement par points     | Classement par points | Classement par points | Classement par points |
| Coureur               | Coureur                   | Pays                  | Équipe                | Points                |
| --------------------- | ------------------------- | --------------------- | --------------------- | --------------------- |
| 1er                   | Alessandro Petacchi       | Italie                | Fassa Bortolo         | 50 pts                |
| 2e                    | Isidro Nozal              | Espagne               | ONCE-Eroski           | 47 pts                |
| 3e                    | Igor González de Galdeano | Espagne               | ONCE-Eroski           | 44 pts                |
| 4e                    | Erik Zabel                | Allemagne             | Telekom               | 42 pts                |
| 5e                    | Julian Dean               | Nouvelle-Zélande      | CSC                   | 37 pts                |

| Classement par points | Classement par points     | Classement par points | Classement par points | Classement par points |
| Coureur               | Coureur                   | Pays                  | Équipe                | Points                |
| --------------------- | ------------------------- | --------------------- | --------------------- | --------------------- |
| 1er                   | Alessandro Petacchi       | Italie                | Fassa Bortolo         | 50 pts                |
| 2e                    | Isidro Nozal              | Espagne               | ONCE-Eroski           | 47 pts                |
| 3e                    | Igor González de Galdeano | Espagne               | ONCE-Eroski           | 44 pts                |
| 4e                    | Erik Zabel                | Allemagne             | Telekom               | 42 pts                |
| 5e                    | Julian Dean               | Nouvelle-Zélande      | CSC                   | 37 pts                |

| Classement de la montagne | Classement de la montagne | Classement de la montagne | Classement de la montagne       | Classement de la montagne |
| Coureur                   | Coureur                   | Pays                      | Équipe                          | Points                    |
| ------------------------- | ------------------------- | ------------------------- | ------------------------------- | ------------------------- |
| 1er                       | Félix Cárdenas            | Colombie                  | Labarca-2-Café Baqué            | 34 pts                    |
| 2e                        | Luis Pérez Rodríguez      | Espagne                   | Cofidis-Le Crédit par Téléphone | 25 pts                    |
| 3e                        | Isidro Nozal              | Espagne                   | ONCE-Eroski                     | 20 pts                    |
| 4e                        | Fabian Jeker              | Suisse                    | Milaneza-MSS                    | 16 pts                    |
| 5e                        | Carlos Sastre             | Espagne                   | CSC                             | 12 pts                    |

| Classement de la montagne | Classement de la montagne | Classement de la montagne | Classement de la montagne       | Classement de la montagne |
| Coureur                   | Coureur                   | Pays                      | Équipe                          | Points                    |
| ------------------------- | ------------------------- | ------------------------- | ------------------------------- | ------------------------- |
| 1er                       | Félix Cárdenas            | Colombie                  | Labarca-2-Café Baqué            | 34 pts                    |
| 2e                        | Luis Pérez Rodríguez      | Espagne                   | Cofidis-Le Crédit par Téléphone | 25 pts                    |
| 3e                        | Isidro Nozal              | Espagne                   | ONCE-Eroski                     | 20 pts                    |
| 4e                        | Fabian Jeker              | Suisse                    | Milaneza-MSS                    | 16 pts                    |
| 5e                        | Carlos Sastre             | Espagne                   | CSC                             | 12 pts                    |

| Classement du combiné | Classement du combiné     | Classement du combiné | Classement du combiné           | Classement du combiné |
| Coureur               | Coureur                   | Pays                  | Équipe                          | Points                |
| --------------------- | ------------------------- | --------------------- | ------------------------------- | --------------------- |
| 1er                   | Isidro Nozal              | Espagne               | ONCE-Eroski                     | 6 pts                 |
| 2e                    | Igor González de Galdeano | Espagne               | ONCE-Eroski                     | 26 pts                |
| 3e                    | Luis Pérez Rodríguez      | Espagne               | Cofidis-Le Crédit par Téléphone | 27 pts                |
| 4e                    | Jan Hruška                | Tchéquie              | ONCE-Eroski                     | 35 pts                |
| 5e                    | Carlos Sastre             | Espagne               | CSC                             | 41 pts                |

| Classement du combiné | Classement du combiné     | Classement du combiné | Classement du combiné           | Classement du combiné |
| Coureur               | Coureur                   | Pays                  | Équipe                          | Points                |
| --------------------- | ------------------------- | --------------------- | ------------------------------- | --------------------- |
| 1er                   | Isidro Nozal              | Espagne               | ONCE-Eroski                     | 6 pts                 |
| 2e                    | Igor González de Galdeano | Espagne               | ONCE-Eroski                     | 26 pts                |
| 3e                    | Luis Pérez Rodríguez      | Espagne               | Cofidis-Le Crédit par Téléphone | 27 pts                |
| 4e                    | Jan Hruška                | Tchéquie              | ONCE-Eroski                     | 35 pts                |
| 5e                    | Carlos Sastre             | Espagne               | CSC                             | 41 pts                |

| Classement par équipes | Classement par équipes        | Classement par équipes | Classement par équipes |
| Équipe                 | Équipe                        | Pays                   | Temps                  |
| ---------------------- | ----------------------------- | ---------------------- | ---------------------- |
| 1re                    | ONCE-Eroski                   | Espagne                |                        |
| 2e                     | US Postal Service-Berry Floor | États-Unis             | + 8 min 35 s           |
| 3e                     | Euskaltel-Euskadi             | Espagne                | + 10 min 28 s          |
| 4e                     | iBanesto.com                  | Espagne                | + 11 min 51 s          |
| 5e                     | Kelme-Costa Blanca            | Espagne                | + 12 min 55 s          |

| Classement par équipes | Classement par équipes        | Classement par équipes | Classement par équipes |
| Équipe                 | Équipe                        | Pays                   | Temps                  |
| ---------------------- | ----------------------------- | ---------------------- | ---------------------- |
| 1re                    | ONCE-Eroski                   | Espagne                |                        |
| 2e                     | US Postal Service-Berry Floor | États-Unis             | + 8 min 35 s           |
| 3e                     | Euskaltel-Euskadi             | Espagne                | + 10 min 28 s          |
| 4e                     | iBanesto.com                  | Espagne                | + 11 min 51 s          |
| 5e                     | Kelme-Costa Blanca            | Espagne                | + 12 min 55 s          |